# Калининский сельский округ (Акмолинская область)
Кали́нинский се́льский окру́г (каз. Калинин ауылдық округі) — административная единица в составе Жаксынского района Акмолинской области Республики Казахстан. Административный центр — село Калининское.
С октября 2015 года акимом сельского округа является Тюлюбаев Мейрамбек Кайратович.

## История
По состоянию на 1989 год существовали Калининский сельсовет (села Глебовка, Калининское) и Калмаккольский сельсовет (села Бекпас, Калмаккольское, Моховое).
Совместным решением Акмолинского областного маслихата и Акимата Акмолинской области от 29 сентября 2006 года, было принято решение ликвидировать село Глебовка включив его в состав села Калининское.

## Население
| Численность населения округа | Численность населения округа | Численность населения округа |
| 1989                         | 1999                         | 2009                         |
| ---------------------------- | ---------------------------- | ---------------------------- |
| 1 194                        | 1 685                        | 906                          |

## Состав
В нынешний момент в состав сельского округа входит 3 населённых пункта:
| Населённый пункт | Тип населённого пункта       | Население, человек (1989) | Население, человек (1999) | Население, человек (2009) |
| ---------------- | ---------------------------- | ------------------------- | ------------------------- | ------------------------- |
| Бекпас           | село                         | 109                       | -                         | -                         |
| Глебовка         | село (бывшее)                | 219                       | 126                       | -                         |
| Калининское      | административный центр, село | 975                       | 657                       | 420                       |
| Калмакколь.      | село                         | 361                       | 288                       | 125                       |
| Моховое          | село                         | 1 112                     | 614                       | 361                       |

## Промышленность
На территорий сельского округа приходится 7 ТОО, 10 крестьянских хозяйств, 15 индивидуальных предпринимателей.
Основным фактором экономического развития нашего сельского округа является производство зерна. Выращиванием зерновых культур занимаются 2 ТОО, четыре крупных и шесть мелких крестьянских хозяйств.

## Объекты округа

### Объекты образования
На территории сельского округа имеются две основные школы с русским языком обучения. Общее количество учащихся составляет 66 человек. Учебный процесс проходит с соблюдением всех санитарных норм. Для обеспечения досуга населения на территории округа действует 1 сельский клуб, 1 диско-бар  и  2 сельские библиотеки.

### Объекты здравоохранения
Медицинскую помощь населению округа оказывают 4 врача. Функционирует 1 врачебная амбулатория в селе Калининское, 1 медицинский пункт в селе Моховом.

## Благоустройство
В целях обеспечения общественного порядка были установлены камеры видеонаблюдения в селах Калининское и Моховое в количестве 20 штук. 

## Коммунальные услуги
Система водоснабжения в округе находится на балансе сельского акимата. В настоящее время водонапорная система сёл Калининское, Моховое и Калмакколь обслуживается ГКП на ПХВ «Жаксы су арнасы», обеспечивая непрерывную подачу воды. 